# Jean-Pierre Bertrand (athlétisme)
Pour les articles homonymes, voir Bertrand et Jean-Pierre Bertrand.
Jean-Pierre Bertrand (né le 5 novembre 1992 dans le 18e arrondissement de Paris) est un athlète français, spécialiste du saut en longueur. 

## Biographie
Jean-Pierre Bertrand est médaillé d'argent de saut en longueur au Festival olympique de la jeunesse européenne 2009 à Tampere.
Il remporte le concours de saut en longueur des championnats de France « élite » 2016 à Angers.
Le 19 février 2021, il devient champion de France en salle à Miramas, en s'imposant sur la longueur masculine, avec un saut mesuré à 7,83 m, devant Yann Randrianasolo.

## Palmarès
- Championnats de France en plein air
  -  Vainqueur du concours de saut en longueur en 2016
- Championnats de France en salle
  -  Vainqueur du concours de saut en longueur en 2019[1]
  -  Vainqueur du concours de saut en longueur en 2021
  -  Vainqueur du concours de saut en longueur en 2023
- Festival olympique de la jeunesse européenne
  -  Médaille d'argent du concours de saut en longueur en 2009